# 172 г. пр.н.е.
172 (сто седемдесет и втора) година преди новата ера (пр.н.е.) е година от доюлианския (Помпилийски) римски календар.

## Събития

### В Римската република
- Консули са Гай Попилий Ленат и Публий Елий Лиг. За първи път в римската история и двамата консули са плебеи.[1]
- Картагенски пратеници пристигат в Рим, за да се оплачат от териториалните домогвания на нумидийския цар Масиниса.[2][3]
- Царят на Пергам Евмен II атакува цар Персей Македонски в реч пред Сената.[2] Създават се настроения за подготовка на война с Македония.[3]

### В Гърция
- При посещение в Делфи Евмен II става жертва на инцидент, при който се разминава със смъртта. Персей Македонски е обвинен в организирането на този, според противниците му, заговор за отнемане на живота на пергамския цар.[3][2]

### В Азия
- Антиох IV Епифан назначава Менелай за първосвещеник на Юдея.[2]